# 朱迈先
朱迈先（1918年9月—1951年11月），是朱自清的长子，母亲武鍾谦。中共地下党员，镇反时被处决。

## 生平
1936年還在讀高中時，秘密參加中國共產黨。1937年10月，才19歲的朱邁先被任命為中共揚州特支書記。1938年，參加「江都文化界救亡協會流動宣傳團」，根據當時中共提出的「到友軍中去，到敵人後方去」的工作方針，經長江局批准，集體參加了國民革命軍三十一軍。1939年所屬的十六集團軍參加桂南會戰。1940年10月，三十一軍收復龍州，即在龍州駐防，朱邁先時任一三一師三九一團上尉。1944年參加桂柳會戰。
1946年10月，朱邁先與傅麗卿結婚。1949年在蔣雄任專員的廣西桂北第八專署任秘書。1949年12月，朱邁先代表桂北國民黨軍政人員向共產黨的桂林市政府聯繫投共，桂北軍區司令周祖晃等7,000餘人接受改編。朱邁先則進入廣西軍政大學學習，1950年結業後，分配至桂林松坡中學任教。
在鎮壓反革命運動中，湖南省新宁县法院於1951年11月以「匪特」罪，判處朱邁先死刑，並立即執行，年僅33歲。1984年，新寧縣法院複查此案，最終宣佈1951年對朱邁先的判決純屬錯判，決定撤銷原判，恢復其名譽。